# هنر سیستمی
هنر سیستمی (انگلیسی: Systems art) هنری است متاثر از سایبرنتیک و نظریه سامانه‌ها که بر سیستم های طبیعی، سیستم های اجتماعی و نشانه های اجتماعی خود دنیای هنر منعکس می شود.
هنر سیستمی به عنوان بخشی از موج اول جنبش مفهومی هنر ظهور کرد که در دهه های ۱۹۶۰ و ۱۹۷۰  گسترش یافت. اصطلاحات مرتبط و همپوشانی نزدیک عبارتند از جنبش ضد فرم ، هنر سایبرنتیک ، سیستم‌های مولد ، هنر فرآیند ، زیبایی‌شناسی سیستمی، هنر سیستمی ، نقاشی سیستمیک ، و مجسمه‌های سیستمی .